# カワリヒメシャクケイ
カワリヒメシャクケイ（学名：Ortalis motmot）は、 キジ目ホウカンチョウ科に分類される鳥類の一種である。

## 分布
南アメリカ北部から中部（コロンビアから、ペルー、ブラジルまで）にかけて分布する。

## 全長
全長43-54cm。亜種によって体色が異なる。基亜種は、頭部は赤褐色で、眼の周囲は橙色の皮膚が裸出している。体の上面と翼は茶褐色で、胸から腹にかけては茶色がかった灰色である。尾は濃い青緑色である。嘴は青色で、脚は茶色である。

## 生態
亜熱帯や熱帯のサバンナや海岸などに生息する。
繁殖期は12月から2月で、樹上に営巣する。1腹2-3個の卵を産む。

## 亜種
以下の8亜種に分類される。
- Ortalis motmot motmot

基亜種。オリノコ川とアマゾン川の間の地域に分布。
- Ortalis motmot ruficeps

ブラジル中央部に分布。
- Ortalis motmot superciliaris アマゾンヒメシャクケイ

ブラジル中央部のアマゾン川南部のデルタ地帯に分布。小型で体の上面の色が濃い。眼の上に白色の線が走る。別種として分類する説もある。
- Ortalis motmot araucuan

ブラジル東部に分布。
- Ortalis motmot squamata

ブラジル南部に分布。
- Ortalis motmot subaffinis

ボリビアの熱帯地方に分布。
- Ortalis motmot gutta ブラジルヒメシャクケイ

コロンビアからブラジル西部、エクアドル、ペルー、ボリビア北部に分布。体の上面は濃い茶色で、眼の周囲は濃い灰色の皮膚が裸出している。別種として分類する説もある。
- Ortalis motmot colombia

コロンビアに分布。